# Colloques (Érasme)
Les Colloques (en latin : Colloquia familiaria, « conversations courantes ») sont une œuvre pédagogique de l'humaniste Érasme, publiée en 1518 à Bâle (Saint-Empire romain germanique). Afin d'enseigner le latin et les valeurs chrétiennes aux enfants, Érasme utilise les genres du dialogue, de l'exercice, du récit ou de l'essai. La première édition est publiée à l'insu de l'auteur sous le titre Familiarum colloquiorum formulae et alia quaedam (« formules pour des conversations courantes et quelques autres choses »). Les Colloques connaissent douze éditions jusqu'à sa mort en 1536. La première édition intégrale en français date de 2025, traduite par Olivier Sers.